# Liz Sherman
Elizabeth 'Liz' Sherman é uma personagem fictícia da série de quadrinhos Hellboy, criada por Mike Mignola e publicado pela Dark Horse Comics. 
Ela é uma espiã da B.P.R.D. que ajuda Hellboy em todas as suas missões paranormais.
Hellboy é seu grande amor e aliado.
No cinema foi vivida pela atriz Selma Blair.  
.                        